# Banregio
Regional, S.A.B. de C.V. (Banregio, por su acrónimo y nombre comercial), es un grupo financiero mexicano fundado el 14 de febrero de 1994, y con sede en la ciudad de San Pedro Garza García, Nuevo León. El banco se enfoca en ofrecer servicios para empresas pequeñas o medianas, desde préstamos comerciales e inmobiliarios y préstamos de capital de trabajo. El grupo opera, principalmente, a través de Banco Regional, S.A., su segmento de banca múltiple fundado en 1994 y Hey Banco, su segmento fintech constituido en 2023.
En julio de 2024, se ubicó como el décimo banco en México en cuanto a su participación en el mercado de cartera de crédito (2.3%) y captación total (2%); y décimo segundo en cuanto a activos totales (1.7%). Banregio opera 178 sucursales en 22 entidades federativas de la República Mexicana. Más del 80% de sus ingresos provienen de servicios de pequeñas y medianas empresas. Su cartera de crédito vigente es de $4 mil millones USD, casi la mitad se origina en Nuevo León.[cita requerida]

## Historia
Banregio fue fundado el 14 de febrero de 1994 por Manuel y Jaime Rivero Santos luego de recibir la autorización de la Secretaría de Hacienda y Crédito Público para operar como institución de banca múltiple en noviembre de 1993, bajo el nombre de Banco Regional de Monterrey, S.A. La denominación del banco retoma a Banco Regional del Norte, fundado en 1947 por un grupo de empresarios al que pertenecía Manuel Santos González, abuelo de los fundadores de Banregio. Banco Regional del Norte había sido fusionado en 1986 con Banco Mercantil de Monterrey para crear Banco Mercantil del Norte (Banorte).
En 2002 el banco adquiere Arrendadora Financiera del Norte una empresa que se dedica al alquiler de material de iluminación. En diciembre de 2004, Banco Regional de Monterrey se escinde y reorganiza para comenzar a operar como un grupo financiero denominado Banregio Grupo Financiero, el cual inició sus operaciones en 2005. Con ello, Banregio Grupo Financiero funge como la sociedad controladora de Arrendadora Banregio, Factor Banregio, Operadora Banregio y Banco Regional de Monterrey.
El 31 de diciembre de 2007, el banco registró $17,786 millones de pesos mexicanos en activos en su Anuario Financiero de la Banca de México.
En 2009 Banregio adquiere la empresa Masterlease enfocada en ofrecer seguros para vehículos En el año 2011, Banregio entró en la Bolsa Mexicana de Valores convirtiéndose en un componente del IPC, el principal índice de referencia de las acciones mexicanas.
En 2015, Banregio ha ayudado con más de 60 000 empresas pequeñas y medianas (pymes) con la intención de guiar a Banregio por un camino diferente al de la banca tradicional. La misión no es fácil para la banca ya que los organismos internacionales recomiendan a los bancos abrir más la llave del crédito a las pequeñas empresas, pero  para el directivo Manuel Rivero Zambrano considera que el crédito no debe ser necesariamente el negocio principal de la banca.
En julio de 2018, Banco Regional de Monterrey, S.A. modifica su denominación para denominarse desde entonces Banco Regional, S.A.
En 2020, The Banker nombró a Banregio como el mejor banco de México por su desempeño entrando al ranking de los "1000 mejores bancos del mundo" mediante una publicación con una edición del 50.º aniversario de The Banker enlistando a los mejores bancos por su desempeño.
Banregio ofrece un portal en línea, inmuebles.banregio.com, donde pone a la venta propiedades recuperadas por la institución, como casas, departamentos, terrenos y locales comerciales. Estas propiedades están disponibles en diversas ciudades de la República Mexicana y se encuentran libres de procesos jurídicos, listas para su adquisición. Los interesados pueden adquirirlas mediante recursos propios o a través de un crédito hipotecario, ya sea con Banregio o con otras instituciones financieras. 